# きっと会いたくなるでしょう
『きっと会いたくなるでしょう』（きっとあいたくなるでしょう）は、森口博子の9枚目のスタジオ・アルバム。1996年9月21日にキングレコードから発売された。

## 解説
アルバムジャケットは、長野県にある『軽井沢プリンスホテル』で撮影された。
21枚目のシングル「視線」とカップリング「ありふれた痛み」ほか計11曲が収録されている。

## 批評
| 専門評論家によるレビュー | 専門評論家によるレビュー |
| レビュー・スコア         | レビュー・スコア         |
| 出典                     | 評価                     |
| ------------------------ | ------------------------ |
| CDジャーナル             | 肯定的                   |

CDジャーナルは、「いくら歌が上手でも、そこに大人の女としての憂いが感じられなければ人を感動させることはできない。そんな彼女にようやく出会えたような気になった。さっきまでふざけてた女の子がふと見せる淋しげな表情にグッときた時と同じように。」と肯定的に評価している。

## 収録曲
| #         | タイトル                       | 作詞                        | 作曲      | 編曲                                | 時間  |
| --------- | ------------------------------ | --------------------------- | --------- | ----------------------------------- | ----- |
| 1.        | 「きっと会いたくなるでしょう」 | 工藤哲雄                    | 宮島律子  | 水島康貴                            | 4:00  |
| 2.        | 「ずっと涙の場所を探してる」   | 白峰美津子                  | 本間昭光  | 追田到                              | 4:55  |
| 3.        | 「視線」                       | 工藤哲雄                    | 伊秩弘将  | 水島康貴                            | 4:29  |
| 4.        | 「スピーチに真実(ホント)なし」 | 工藤哲雄                    | 宮島律子  | 水島康貴                            | 5:02  |
| 5.        | 「ありふれた痛み」             | 椎名可憐                    | 千沢仁    | 水島康貴                            | 4:09  |
| 6.        | 「Naturally〜愛にかえる日〜」  | 藤光康知恵 補作詞: 岩切修子 | 住吉中    | 海老原真二                          | 4:48  |
| 7.        | 「夢ならさめないで」           | 工藤哲雄                    | 宮島律子  | 追田到                              | 5:20  |
| 8.        | 「好きになったら‥」            | 工藤哲雄                    | 伊秩弘将  | 清水信之 コーラスアレンジ: 広谷順子 | 3:50  |
| 9.        | 「春風とあなたとランチ」       | 工藤哲雄                    | 宮島律子  | 追田到                              | 5:23  |
| 10.       | 「LOVE FUTURE」                | 工藤哲雄                    | 宮島律子  | 追田到                              | 4:56  |
| 11.       | 「何処かで…」                  | 工藤哲雄                    | 宮島律子  | 水島康貴                            | 5:23  |
| 合計時間: | 合計時間:                      | 合計時間:                   | 合計時間: | 合計時間:                           | 52:15 |

## 楽曲解説
1. きっと会いたくなるでしょう
2. ずっと涙の場所を探してる
3. 視線
  - 先行シングル。
  - スリムビューティハウス イメージソング
4. スピーチに真実(ホント)なし
5. ありふれた痛み
  - シングル「視線」のカップリング曲。
6. Naturally〜愛にかえる日〜
  - 緑の募金 イメージソング
7. 夢ならさめないで
8. 好きになったら‥
9. 春風とあなたとランチ
10. LOVE FUTURE
11. 何処かで…

## 参加ミュージシャン
| きっと会いたくなるでしょう - Keyboards：水島康貴 - Guitar：梶原順 - Syn. Programm：橋本茂昭 - Chorus：森口博子, 広谷順子, 木戸泰弘 ずっと涙の場所を探してる - Guitar, Pat Praying Drums, Syn. Programm：追田到 - Keyboards：柿崎洋一郎 - Bass：ナスノミツル - Chorus：小川博史, 山本ゆかり, 石井明美 視線 - Keyboards：水島康貴 - Guitar：今堀恒雄 - Syn. Programm：浦田恵司 - Sax：JAKE･H･CONCEPCION - Chorus：広谷順子, 木戸泰弘 スピーチに真実(ホント)なし - Keyboards：水島康貴 - Guitar：梶原順 - Syn. Programm：橋本茂昭 - Chorus：広谷順子, 木戸泰弘 ありふれた痛み - Keyboards：水島康貴 - Guitar：梶原順 - Syn. Programm：浦田恵司 - Chorus：広谷順子, 木戸泰弘 | Naturally〜愛にかえる日〜 - Keyboards：海老原真二 - Syn. Programm：中山信彦 - Bass：住吉中 - Chorus：広谷順子, 木戸泰弘 夢ならさめないで - Guitar, Pat Praying Drums, Syn. Programm：追田到 - Keyboards：柿崎洋一郎 - Chorus：村田サクラ 好きになったら‥ - Bass, Guitar, Keyboards：清水信之 - Fairlight Operation：田端元 - Chorus：広谷順子 春風とあなたとランチ - Guitar, Pat Praying Drums, Syn. Programm：追田到 - Keyboards：柿崎洋一郎 - Bass：ナスノミツル - Chorus：森口博子, 小川博史, 山本ゆかり, 石井明美 LOVE FUTURE - Guitar, Pat Praying Drums, Syn. Programm：追田到 - Keyboards：柿崎洋一郎 - Bass：ナスノミツル - Chorus：森口博子, 村田サクラ 何処かで… - Keyboards：水島康貴 - Guitar：松原正樹 - Bass：美久月千晴 - Syn. Programm：浦田恵司 - Chorus：広谷順子, 木戸泰弘 |